# Le quattro giornate di Napoli
Le quattro giornate di Napoli è un film drammatico del 1962 diretto da Nanni Loy.
Il film, ispirato al libro di Aldo De Jaco La città insorge: le quattro giornate di Napoli del 1956, fu prodotto da Goffredo Lombardo e fu candidato all'Oscar nel 1962 come miglior film straniero e per la sceneggiatura. Il film è corale e vi si mescolano singoli episodi e personaggi popolari protagonisti della rivolta.
Il film è dedicato all'undicenne Medaglia d'oro al valor militare Gennaro Capuozzo; all'uscita provocò polemiche in Italia e Germania che coinvolsero tra l'altro anche l'allora Ambasciatore tedesco in Italia Manfred Klaiber.

## Trama
(Urlo di un partigiano napoletano, rivolto ai tedeschi, al termine delle quattro giornate)

Domenico Formato nel ruolo di Gennaro Capuozzo

Il film descrive la rivolta popolare scoppiata a Napoli spontaneamente a seguito della fucilazione di alcuni marinai italiani il 28 settembre del 1943 e che in quattro giorni sconfisse e mise in fuga le truppe tedesche dalla città prima dell'arrivo degli Alleati.

## Produzione

### Sceneggiatura

#### Soggetto
Il soggetto nacque negli Anni '60 da un'idea di Vasco Pratolini. La sua stesura non fu mai data alle stampe fino al 2017 ed il suo dattiloscritto originale è conservato presso l'Archivio Contemporaneo "Alessandro Bonsanti" di Firenze. La stesura filmica fu poi realizzata dallo stesso Vasco Pratolini con l'aiuto di Pasquale Festa Campanile e Massimo Franciosa.

#### Sceneggiatura
La sceneggiatura fu scritta da Pasquale Festa Campanile, Massimo Franciosa, Carlo Bernari e Nanni Loy.

## Ambientazione
Sebbene il film sia stato girato interamente a Napoli, alcune sequenze sono state girate a Salerno, come la scena dello Stadio "del Littorio", in seguito denominato Stadio Arturo Collana, presso cui effettivamente avvenne il rastrellamento dei napoletani, in realtà fu girata allo stadio Donato Vestuti di Salerno.
Analogamente, la scena della fucilazione del marinaio livornese, avvenuta nella realtà sulle scalinate dell'Università degli Studi di Napoli "Federico II" al Corso Umberto I, è stata invece girata davanti all'Accademia di Belle Arti di Napoli, in Via Vincenzo Bellini. La scena dell'inizio della ribellione, avvenuta nella realtà al quartiere Vomero nella zona "Pagliarone" in Via Belvedere, è invece stata girata a Piazza San Luigi nel quartiere Posillipo, praticamente davanti al noto "Elettroforno". La scena finale con i titoli di coda, che riprende il ritiro delle truppe tedesche, è stata girata sempre nel quartiere Posillipo, sul viale Virgilio.

## Cast
Nessuno degli attori del film ha i "credit" ufficiali, poiché, come riporta un altro cartello, a tutto schermo, questo posto all'inizio del film dopo i titoli di testa:

## Musiche
Il commento musicale fu scritto da Carlo Rustichelli ed eseguito, come direttore d'orchestra, da Pier Luigi Urbini e pubblicato dalla Titanus S.p.A.

## Riconoscimenti
- 1963 - Golden Globe
  - Candidatura a Miglior film straniero (Italia)
- 1963 - Nastro d'argento
  - Regista del miglior film a Nanni Loy
  - Migliore sceneggiatura a Carlo Bernari, Pasquale Festa Campanile, Massimo Franciosa, Nanni Loy
  - Migliore attrice non protagonista a Regina Bianchi
  - Candidatura a Migliore attore non protagonista a Gian Maria Volonté
  - Candidatura a Migliore attrice non protagonista a Lea Massari
  - Candidatura a Migliore colonna sonora a Carlo Rustichelli
- 1963 - Globo d'oro
  - Candidatura a Miglior film a Nanni Loy
- 1963 - Grolla d'oro
  - Miglior produttore a Goffredo Lombardo
- 1963 - Laceno d'oro
  - Migliore regia a Nanni Loy
- 1963 - Premio Oscar[5].
  - Candidatura a Miglior film straniero (Italia)
- 1964 - Premio Oscar
  - Candidatura a Migliore sceneggiatura originale a Pasquale Festa Campanile, Massimo Franciosa, Nanni Loy, Vasco Pratolini e Carlo Bernari
- 1964 - British Academy Film Award
  - Candidatura a Miglior film straniero (Italia)